# Gefecht bei Jungfernhof
1. Phase: Schwedische Dominanz (1700–1709)
Dänischer Kriegsschauplatz (1700)
Humlebæk • Tönning I 
Livländ./ Estnischer Kriegsschauplatz (1700–1708)
Riga I • Jungfernhof • Varja • Pühhajoggi • Narva • Petschora • Düna • Rauge • Erastfer • Hummelshof • Embach • Tartu • Narva II • Wesenberg I • Wesenberg II
Ingermanländ./ Finnischer Kriegsschauplatz (ab 1701)
Archangelsk • Ladogasee • Nöteborg • Nyenschanz • Newa • Systerbäck • Petersburg • Wyborg I • Porvoo • Newa II • Koporje II • Kolkanpää
Litauisch-weißrussischer Kriegsschauplatz (1702–1706)
Vilnius • Saladen • Jakobstadt • Gemauerthof • Mitau • Grodno I • Olkieniki • Njaswisch • Klezk • Ljachawitschy
Polnischer Kriegsschauplatz (1702–1706)
Klissow • Pułtusk • Thorn • Lemberg • Warschau • Posen • Punitz • Tillendorf • Rakowitz • Praga • Fraustadt • Kalisch 
Russischer Kriegsschauplatz (1708–1709)
Grodno II • Golowtschin • Moljatitschi • Rajowka • Lesnaja • Desna • Baturyn • Koniecpol • Weprik • Opischnja • Krasnokutsk • Sokolki • Poltawa I • Poltawa II
2. Phase: Schweden in der Defensive (1710–1721)
Baltischer und Finnischer Kriegsschauplatz (bis 1714)
Riga II • Wyborg II • Pernau • Kexholm • Reval • Hogland • Pälkäne • Storkyro • Nyslott • Hanko 
Schwed./Norwegischer Kriegsschauplatz (1710–1721)
Helsingborg • Køge-Bucht • Bottnischer Meerbusen • Frederikshald I • Dynekilen-Fjord • Göteborg I • Strömstad • Trondheim • Frederikshald II • Marstrand • Ösel • Göteborg II • Södra Stäket • Grönham • Sundsvall
Norddeutscher Kriegsschauplatz (1711–1716)
Elbing • Wismar I • Lübow • Stralsund I • Greifswalder Bodden I • Stade • Rügen • Gadebusch • Altona • Tönning II • Stettin • Fehmarn • Wismar II • Stralsund II • Jasmund • Peenemünde • Greifswalder Bodden II • Stresow 
Das Gefecht bei Jungfernhof war ein kleineres Scharmützel zu Beginn des Großen Nordischen Krieges. Am 6. Maijul. / 17. Mai 1700greg. griffen schwedische Truppen unter dem Befehl von Generalmajor Georg Johann Maydell die sächsischen Stellungen in Neuermühlen und Jungfernhof an. Es kam zu keiner größeren militärischen Auseinandersetzung zwischen den Armeen, denn die sächsischen Truppen räumten angesichts der zahlenmäßigen Überlegenheit ihres Gegners die Stellung bei Jungfernhof und flüchteten sich über die Düna.

## Hintergrund
Im Frühjahr 1700 begann der sächsische Kurfürst und polnische König August der Starke mit seinem Feldzug gegen schwedisch Livland. Bei seiner Wahl zum polnischen König versprach der dem polnischen Volk diese Provinz wieder an die Krone anzugliedern.
Im Februar überschritten die sächsischen Truppen die Grenze von Kurland und fielen in Livland ein. Als erstes wurde am 14. Februarjul. / 24. Februar 1700greg. die Riga am linken Ufer der Düna vorgelagerte Koberschanze erobert. Dann marschierten die Truppen, unter der Führung des Grafen Jacob Heinrich von Flemming und Johann Reinhold von Patkul in Richtung der Hauptstadt Riga. Am 14. Märzjul. / 25. März 1700greg. musste sich nach kurzer Belagerung auch der schwedische Kommandant der Festung Dünamünde ergeben und die sächsischen Truppen bezogen Lager in Jungfernhof, Neuermühlen und einem nur vier Meilen vor Riga gelegenen Kupferhammer. Die Festung wurde zu Ehren des Polenkönigs, obwohl dieser der Belagerung nicht beiwohnte, in Augustusburg umbenannt.
Unterdessen zogen sich die in Livland weit verstreuten schwedischen Truppen in der Nähe von Fellin zusammen. Der schwedische König hatte, nachdem er von der Belagerung von Riga erfuhr, bereits 4.000 Mann aus der Provinz Finnland in Richtung Livland beordert. Ende April war die Armee auf etwa 11.000 Mann angewachsen. Sie stand unter dem Befehl von General Otto Vellingk und Generalmajor Georg Johann Maydell.

## Erste Kämpfe gegen die Sachsen
Als Erstes griffen die Schweden die sächsischen Truppen in der Stadt Wenden an. Nach kurzem Gefecht räumten die Sachsen die Stadt und zogen sich Richtung Jungfernhof und Kupferhammer zurück.
Mit 1200 Reitern und 2000 Infanteristen marschierte Maydell nun in Richtung des Übergangs Kupfermühle. Dort waren etwa 500 Sachsen stationiert, welche sich aber bei der Annäherung der Schweden sofort nach Neuermühlen zurückzogen. Sie zerstörten die an der Kupfermühle befindliche Brücke. Diese ließ der Generalmajor umgehend wieder aufbauen und setzte den Sachsen nach.
Bei Neuermühlen kam es zu einem kleineren Gefecht. Die sächsischen Truppen hatten hier eine gut ausgebaute Stellung. Die Verschanzungen waren mit einer Brustwehr und leichtem Geschütz gesichert. Auch diese Stellung wurde schnell geräumt und das Geschütz in einem Seitenarm der Düna versenkt. Die sächsischen Soldaten gingen auf ihre Stellung in Jungfernhof zurück.

## Gefecht bei Jungfernhof
Die Stellung bei Jungfernhof war sehr gut gesichert. Im Rücken zur Stellung hatten die Sachsen nur die Düna, welche an dieser Stelle nur über eine Brücke zu passieren war und im Vorfeld waren die Stellungen durch Brustwehr und Geschütz gesichert.
Es entwickelte sich aber kein wirkliches Gefecht zwischen den Schweden und den Sachsen. Wie alle Quellen übereinstimmend berichten, kam es nur zu einem kleineren Scharmützel.
Die sächsischen Truppen zogen sich beim ersten geordneten Angriff der schwedischen Armee sofort zurück. Sie flüchteten über die Düna und zerstörten die Brücke hinter sich. Die Flucht der Sachsen war so überhastet, dass die schwedischen Soldaten nach der Eroberung der Stellung den gesamten Proviant im Lager der Sachsen vorfanden. Auch konnten die schwedischen Soldaten das gerade zubereitete Essen, welches noch im Kessel auf dem Feuer stand, genießen.

## Die Folgen
Durch die Vertreibung der Sachsen konnte sich die Armee von General Vellingk mit der Besatzung der Festung Riga vereinen. Außerdem konnte die Stadt mit frischen Lebensmitteln und anderen Nachschubgütern versorgt werden.
Kurz nach dem Gefecht verstärkten sich die Sachsen mit 5000 litauischen Soldaten unter dem Oberbefehl des Prinzen Ferdinand von Kurland. Auch der sächsische Kurfürst August II. traf gemeinsam mit Graf Flemming bei den Truppen ein. In der Folge gelang den Sachsen der erneute Übergang über die Düna bei Pröbstingshof (heute zu Lielvārde) und die Belagerung von Riga wurde wieder aufgenommen. Diese wurde später erfolglos aufgegeben, denn der schwedische König Karl XII. war in Livland angelandet und eilte Riga zu Hilfe.
Somit war der erste Feldzug im Jahre 1700 für die Sachsen sehr mager ausgefallen. Die einzigen Erfolge waren die Eroberung der Koberschanze und der Festung Dünamünde.